# Melanagromyza ochrasquamata
Melanagromyza ochrasquamata är en tvåvingeart som beskrevs av Spencer 1961. Melanagromyza ochrasquamata ingår i släktet Melanagromyza och familjen minerarflugor. Inga underarter finns listade i Catalogue of Life.